# Le train de Berlin est arrêté
Pour plus de détails, voir Fiche technique et Distribution.
Le train de Berlin est arrêté (Verspätung in Marienborn) est un film dramatique politique franco-italo-ouest-allemand réalisé par Rolf Hädrich (de) et sorti en 1963.

## Synopsis
Un Allemand de l'Est tente de s'échapper vers l'Allemagne de l'Ouest en empruntant un train militaire américain qui traverse la zone d'occupation soviétique.

## Fiche technique
- Titre français : Le Train de Berlin est arrêté[1]
- Titre italien : Un treno è fermo a Berlino[2]
- Titre original allemand : Verspätung in Marienborn[2]
- Réalisation : Rolf Hädrich (de)
- Scénario : Will Tremper (de)
- Photographie : Roger Fellous
- Montage : Georges Arnstam
- Musique : Claude Vasori, Peter Thomas
- Décors : Dieter Bartels
- Société de production : Hans Oppenheimer Film GmbH & Co. KG (Berlin), Hoche Productions S.A. (Paris), Produzioni Cinematografiche Mediterrannee (Rome)
- Pays de production :  Italie -  Allemagne de l'Ouest -  France
- Langue originale : allemand
- Format : Noir et blanc - 1,37:1 - Son mono - 35 mm
- Genre : Drame politique
- Durée : 94 minutes
- Dates de sortie : 
  - Allemagne de l'Ouest : 21 juin 1963 (Berlinale 1963) ; 27 juin 1963 (sortie nationale)
  - France : 12 juin 1964
  - Italie : mars 1965

## Distribution
- José Ferrer : Cowan, journaliste
- Nicole Courcel : Kathy, infirmière
- Sean Flynn : Ltnt. Tom Novak
- Hans-Joachim Schmiedel : le réfugié Banner
- Jess Hahn : Sgt Sam Torre
- Christiane Schmidtmer : Karin
- Sieghardt Rupp : Eugen
- Yossi Yadin : Le major soviétique Menchikov
- Ted Turner : Colonel Abramson
- Joy Aston : sa femme
- Fred Dur : Major Finnegan
- Edward Meeks : Capt. Kolski
- Wolfgang Georgi : Officier soviétique Gorski
- Arthur Brauss : Policier militaire américain
- Narcisse Sokatcheff : premier officier russe. Officier
- Carlo Hintermann : deuxième officier russe. Officier de réserve
- Charles Hickman : Corp. Williams
- Margret Jahnen : Mme Stein
- Egon Vogel : Contrôleur des trains de la RDA
- Maria Pia Luzi : Adolescente
- Mal Sondock : William Doe
- Matthias Ponnier, Peter Wesp : GI's
- Sigfrit Steiner

## Production
L'intrigue sur laquelle repose le scénario est basée sur un fait réel survenu en novembre 1961, que Will Tremper a transformé en scénario lorsqu'il en a eu connaissance peu après. Celui-ci parut en 1962 sous le titre Verspätung in Marienborn, d'abord dans l'hebdomadaire Revue, puis sous forme de roman de poche. Après l'échec de l'adaptation cinématographique par la UFA Film Hansa à la suite de sa faillite, la Hessischer Rundfunk a repris la production début 1963 à l'initiative de son superviseur Rolf Hädrich. L'un des lieux de tournage du film était la gare de Waldkraiburg, en Haute-Bavière. Les constructions du film ont été réalisées par F.-Dieter Bartels et Albrecht Hennings, les costumes par Irms Pauli. La direction de la production a été assurée par Hans Wolff, tandis que Gunther Kortwich était pour la première fois responsable du son.
Le 4 juillet 1963, le film a été diffusé pour la première fois à la télévision ARD. Quelques semaines plus tard, Le train de Berlin est arrêté est également sorti en salle.